# John Krause
John Krause est un footballeur international portoricain, né le 11 novembre 1983 à Framingham (Massachusetts, États-Unis). Il évolue au poste de défenseur au San Diego Sockers en Professional Soccer League Arena.

## Palmarès
- Champion de NASL en 2011